# Samuel MacDowell (físico)
Samuel Wallace MacDowell (São Lourenço da Mata, 24 de março de 1929 – 30 de novembro de 2020) foi um físico brasileiro, especializado em física de partículas.
Nascido na Região Metropolitana do Recife, Samuel MacDowell foi Professor catedrático da Universidade Yale, uma das mais conceituadas instituições de ensino do mundo, situada nos Estados Unidos. Ele também recebeu o título de Professor emérito pela mesma universidade.
Foi fellow da Sociedade Americana de Física e membro da Academia de Ciências de Nova Iorque e da Academia Brasileira de Ciências.

## Vida acadêmica
Em 1951, graduou-se em engenharia elétrica e engenharia civil pela Universidade Federal de Pernambuco, no Brasil.
Em 1958, doutorou-se em física matemática na Universidade de Birmingham, no Reino Unido.
Em 1968, tornou-se Professor catedrático de física da Universidade Yale, nos Estados Unidos.
Pesquisas:
- Física de partículas elementares.
- Interações fracas e fortes.
- Teorias de campos de Gauge.
- Supersimetria.
- Supergravidade.[2][3]